# آن سوی چهره‌ها
آن سوی چهره‌ها کتابی از ناصرالدین صاحب الزمانی است که در سال ۱۳۴۳ منتشر و برندهٔ جایزه کتاب سال سلطنتی شد.